# Muteesa Ier
Muteesa Ier Mukaabya Walugembe Kayiira était le kabaka du Royaume de Buganda, de 1856 à 1884. Il fut le trentième Kabaka du Buganda.

## Biographie
Muteesa est né dans le palais de Batandabezaala Palace à Mulago en 1827. Il est le fils du Kabaka Suuna II Kalema Kasinjo, Kabaka du Buganda, qui a régné de 1832 à 1856. Sa mère était Abakyala Muganzirwazzaza, la Namasole, une des 148 femmes connues de son père. Il est monté sur le trône à la mort de son père en 1856. Il fut couronné à Nabulagala. Il a d'abord établi sa capitale à Banda puis abandonna son palais pour s'installer à Kasubi (Nabulagala).

## Compléments